# Morszczynowicze
Morszczynowicze (biał. Моршчынавічы; ros. Морщиновичи) – wieś na Białorusi, w obwodzie brzeskim, w rejonie łuninieckim, w sielsowiecie Sinkiewicze.

## Warunki naturalne
Wieś położona jest nad Słuczą. Z trzech stron otoczona jest przez Rezerwat Krajobrazowy Środkowa Prypeć.

## Historia
Zamieszkane były przez szlachtę zaściankową. W dwudziestoleciu międzywojennym leżały w Polsce, w województwie poleskim, w powiecie łuninieckim, w gminie Lenin (Sosnkowicze), przy granicy ze Związkiem Sowieckim.
Po II wojnie światowej w granicach Związku Sowieckiego. Od 1991 w niepodległej Białorusi.